# Grymkäfts fällor
Grymkäfts fällor var det första av tre generiska rollspelshjälpmedel från förlaget Flying Buffalo som Äventyrsspel översatte och gav ut 1987 och 1988. Grymkäfts fällor är en samling av "98 katastrofer, olyckor, dödsmaskiner, mördarmanicker och andra avskyvärda anordningar att straffa, uppfostra och undervisa uppstudsiga rollpersoner med, noggrant beskrivna i detta supplement för den sadistiskt skojfriske spelledaren."
Då de flesta fällor beskrivna i boken är mer eller mindre dödliga för rollpersonerna har boken liten praktisk användbarhet för spelledaren utan är mer att betrakta som en underhållande samling sjuk humor. Likväl har boken av konspirationsteoretiker tagits som ett bevis för att rollspel är farligt och gör utövarna till tortyrkunniga terrorister.